# Lucius Cornelius Cinna (ifjabb)
Lucius Cornelius Cinna (? – Kr. e. 32 után) római politikus, a hasonló nevű híres néppárti vezér, Lucius Cornelius Cinna gyermeke és Pompeius veje volt.
Nagyon fiatal volt, amikor Kr. e. 78-ban részt vett Marcus Aemilius Lepidus lázadásában a Sulla által kialakított optimata államrend ellen. A bukást követően Hispaniába emigrált, Sertoriushoz. Később sógora, Caius Julius Caesar vette pártfogásába, de Sulla proskribáltakat érintő törvényei értelmében hivatalt nem viselhetett addig, amíg Caesar el nem törölte a szabályozásokat. A dictator jóvoltából lett praetor Kr. e. 44-ben, ennek ellenére megundorodott rokona politikájától, így miután meggyilkolták, nyíltan helyeselte az összeesküvők tettét. A felbőszült tömeg meg akarta lincselni, de tévedésből a hasonló nevű költővel, Caius Helvius Cinnával végeztek. Cornelius Cinna Kr. e. 32-ben consul suffectus lehetett.
Fia, Cnaeus Cornelius Cinna Magnus, Pompeius unokája anyai ágon, Octavianus ellenében Marcus Antoniust támogatta, de az az actiumi csata után megkegyelmezett neki, pontifexszé léptette elő, 5-ben pedig consuli rangra emelkedhetett.